# Aaron's Party: Live in Concert
Aaron's Party: Live in Concert es un DVD protagonizado por Aaron Carter en concierto en Disney's Hollywood Studios presentando canciones de su último álbum, Aaron's Party (Come Get It). Zoog Disney sacó al aire el concierto con diferentes características que hay en el DVD. Presentó dos canciones, "Life is a Party" (de la película The Other Me y en la edición internacional del álbum) y una canción que no está en el álbum, "One For The Summer". Este DVD cuenta con imágenes de la fiesta de cumpleaños de Aaron número trece, Carter grabando su nuevo álbum, el vídeo musical para "That's How I Beat Shaq" junto a un saludo personal de Aaron.

## Canciones presentadas
1. Life is a Party
2. Bounce
3. Tell Me What You Want
4. Iko Iko
5. One For the Summer
6. I Want Candy
7. That's How I Beat Shaq
8. Aaron's Party Come Get It

## Presentaciones
1. That's How I Beat Shaq vídeo musical
2. NBA's "Inside Stuff"
3. The making of That's How I Beat Shaq
4. Snippets of Aaron Carter in the studio recording Oh Aaron
5. Personal greeting from Aaron Carter
6. Aaron and Family on performing
7. Aaron on his dirtbike
8. Aaron singing "Real Good Time" live from the House of Blues
9. Aaron in the SNICK house underground with his #1 fan
10. Aaron swimming with the fish
11. Aaron and Leslie singing "Staying Alive"